# Quinchao (isola)
Quinchao è un'isola del Cile, situata nella Provincia di Chiloé, ad ovest dell'isola di Chiloé, entrambe appartenenti all'arcipelago di Chiloé. Con una popolazione di circa 12.000 abitanti, si estende su una superficie di 120 km².
Sul suo territorio si trovano i comuni di Quinchao e Curaco de Vélez.